# Большая комета 1811 года
Большая комета 1811 года (официальное обозначение C/1811 F1) была кометой, видимой невооружённым глазом на небе 290 дней.

## Описание
Комета была обнаружена впервые 25 марта 1811 года Оноре Фложергом в Марселе на расстоянии в 2,7 а. е. от Солнца. В тот момент она имела 5-ю звёздную величину и находилась в позже упразднённом созвездии Корабль Арго.  Замечалась многими в Марселе невооружённым глазом. В апреле открытие кометы было официально подтверждено.
Яркость кометы медленно увеличивалась и она стала легко видимой невооружённым глазом. Наблюдение кометы продолжалось до середины июня, когда комета скрылась в лучах Солнца, после чего стала видимой с Земли лишь в августе. 22 августа комета появилась вблизи горизонта на рассвете. Она была довольно яркой и имела короткий хвост. С этого момента её яркость начала быстро увеличиваться, а хвост расти. К началу сентября его длина составила 10°, и комета была хорошо видна на небе даже при полной Луне.
12 сентября комета достигла минимального расстояния от Солнца (1,04 а. е.). Наблюдавший комету Уильям Гершель оценил размер её ядра в 689 км:107. 16 октября 1811 года расстояние кометы от Земли достигло минимума (1,22 а. е.), а четырьмя днями позже была зафиксирована наибольшая яркость кометы, когда она достигла видимой звёздной величины в 0m, став сравнимой по яркости с самыми яркими звёздами ночного неба. В октябре яркий раздвоенный хвост кометы имел длину от 20° до 25°. Кома кометы имела угловой диаметр от 20 до 28 минут дуги, что соответствовало её размеру свыше 1,6 млн км — больше диаметра Солнца.
В декабре 1811 года хвост кометы изогнулся от ядра на 70 градусов. Она была необычайно впечатляющей, хотя близко не подходила ни к Земле, ни к Солнцу. На Кубе комета была видна невооружённым глазом до 9 января 1812 года, то есть всего более 9 месяцев, что являлось рекордом вплоть до знаменитой кометы Хейла — Боппа, на которую комета C/1811 F1 была похожа и во многих других отношениях. В частности, ядро кометы 1811 года также было необычно большим и имело 30—40 км в диаметре, у обеих был достаточно удалённый от Солнца перигелий (у кометы Хейла — Боппа — 0,91 а. е.), а также длинный орбитальный период.
Последнее наблюдение этой кометы относится к 17 августа 1812 года, в этот день её в форме едва заметного пятнышка 12-й величины с помощью телескопа смог различить В. К. Вишневский в Новочеркасске:108.
Период обращения кометы вокруг Солнца был определён как 3100 лет. Поэтому следующее возвращение кометы ожидается в конце пятого тысячелетия.
В дополнение к общим наблюдениям, игумен Гедеон с братией Унженского Макариева монастыря в своем репорте в Костромскую консисторию от 12 января 1812 года отмечали, что в сентябре и октябре 1811 года комета была видна на западе около восьми часов вечера. Она имела необычайно большой и широкий луч, простиравшийся в одну сторону и двигалась по течению солнечному, пока не скрывалась на востоке, как и другие звезды, с восходом солнца.

## В культуре
Хотя к этому времени учёным уже было известно, что кометы — это небесные тела, не имеющие какого-либо влияния на события на Земле, комета 1811 года стала значимым общественным явлением. Во Франции её рассматривали как предвестник будущей войны с Россией, а Наполеон считал появление кометы знаком своей будущей победы. Долго остававшуюся на небе комету стремились запечатлеть художники. Французские вина 1811 года стали известны как «вино кометы».
В романе «Война и мир» Лев Толстой описывает, как один из главных героев, Пьер Безухов, наблюдал эту комету в небе над зимней Москвой:

При въезде на Арбатскую площадь, огромное пространство звёздного тёмного неба открылось глазам Пьера. Почти в середине этого неба над Пречистенским бульваром, окружённая, обсыпанная со всех сторон звёздами, но отличаясь от всех близостью к земле, белым светом и длинным, поднятым кверху хвостом, стояла огромная яркая комета 1812 года, та самая комета, которая предвещала, как говорили, всякие ужасы и конец света. Но в Пьере светлая звезда эта с длинным лучистым хвостом не возбуждала никакого страшного чувства. Напротив, Пьер радостно, мокрыми от слёз глазами, смотрел на эту светлую звезду, которая, как будто, с невыразимой быстротой пролетев неизмеримые пространства по параболической линии, вдруг, как вонзившаяся стрела в землю, влепилась тут в одно избранное ею место, на чёрном небе, и остановилась, энергично подняв кверху хвост, светясь и играя своим белым светом между бесчисленными другими, мерцающими звёздами. Пьеру казалось, что эта звезда вполне отвечала тому, что было в его расцветшей к новой жизни, размягчённой и ободрённой душе.— Л. Н. Толстой. «Война и мир». Том II. Часть V. Глава XXII
Лев Николаевич Толстой, безусловно, эту комету видеть не мог, поскольку родился семнадцать лет спустя, однако, по мнению литературоведов, будучи ребёнком, мог наблюдать комету Галлея 1835 г. и слышать рассказы о «грозной» комете 1811 г.
Комета 1811 года упоминается в поэме Адама Мицкевича «Пан Тадеуш» как предвестник важных событий 1812 года:

О незабвенный год, ты памятен для края!

Ты для народа был порою урожая,

Войной — для воинов, для песни — вдохновеньем,

И старцы о тебе толкуют с умиленьем.

Ты был предшествуем народною молвою

И возвещен Литве кометой роковою,

Литовские сердца, как пред концом вселенной,

Забились по весне надеждой сокровенной

В глухом предчувствии и радости и боли.

В романе «Евгений Онегин» упоминается «вино кометы» — вино урожая 1811 года. На момент времени, в котором происходит действие романа, это вино уже имело достаточную выдержку.
В произведении В. С. Пикуля «Каждому своё»: 
«Шампань удивила русских бедностью жителей и богатством винных подвалов. Наполеон ещё готовил поход на Москву, когда мир ошеломило появление ярчайшей кометы, под знаком которой Шампань в 1811 году дала небывалый урожай крупного сочного винограда. Теперь шипучее „vin de la comete“ русские казаки растаскивали в вёдрах и давали пить измученным лошадям — для взбодрения: — Лакай, хвороба! До Парижу осталось недалече»…

- В кинофильме «Год кометы» все события разворачиваются вокруг бутылки вина урожая 1811 года (то есть вина года кометы).
- Ханс Кристиан Андерсен так пишет об одном из ярчайших событий своего детства:

Помню я событие, случившееся, когда мне минуло шесть лет, — появление кометы в 1811 году. Матушка сказала мне, что комета столкнётся с землёй и разобьёт её вдребезги или случится какая-нибудь другая ужасная вещь. Я прислушивался ко всем слухам вокруг, и суеверие пустило во мне такие же глубокие и крепкие корни, как и настоящая вера.— Х. К. Андерсен. «Сказка моей жизни». 1855 год, перевод А. Ганзен